# Hippolyte Pixii
Hippolyte Pixii (Paris, 1808 — 1835) foi um fabricante de instrumentos francês.

## Histórico

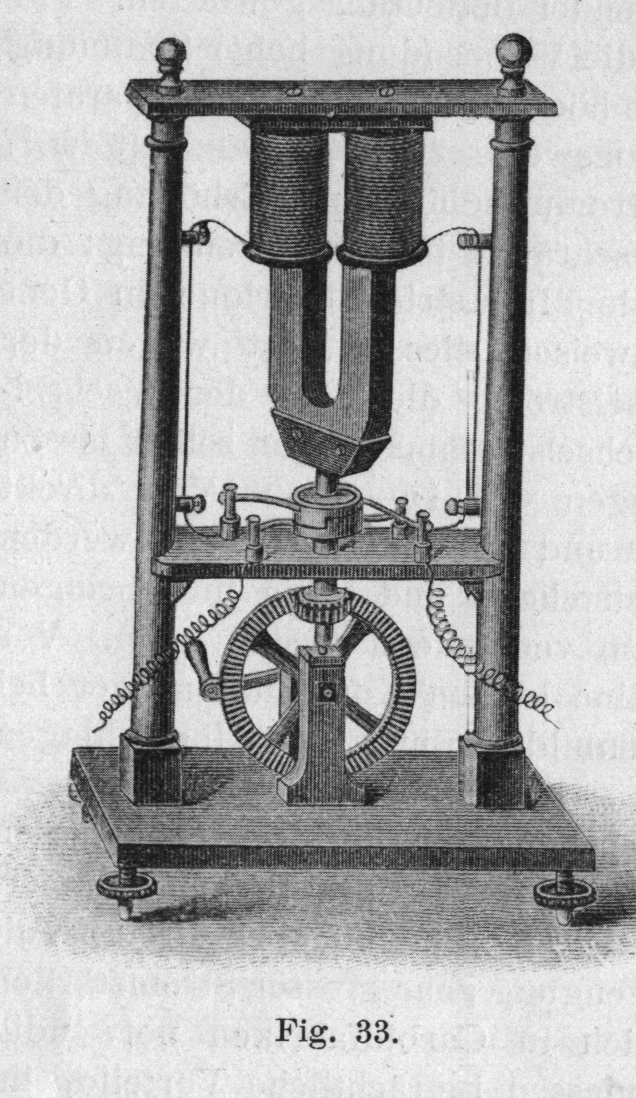
Gerador construído por Pixii em 1832.

Estabelecido em Paris, em 1832 construiu uma forma primitiva de um gerador elétrico de corrente alternada, baseado no princípio da indução eletromagnética descoberto por Michael Faraday.
O dispositivo de Pixii era um magneto girante, acionado por uma manivela, com os polos norte e sul passando sobre uma bobina com um núcleo de ferro. Um pulso de corrente era gerado cada vez que um polo passava sob a bobina. Ele também descobriu que o sentido da corrente mudava quando o polo norte passava sob a bobina após o polo sul.
Posteriormente, por sugestão de André-Marie Ampère, outros resultados foram obtidos pela introdução de um comutador, que produziu uma corrente contínua pulsante, que na época era preferível à corrente alternada. Embora Pixii na época não entendesse completamente a indução eletromagnética, seu dispositivo levou a aparelhos mais sofisticados.
Uma reprodução do primeiro gerador de Pixii pode ser admirada no Museu Ampère, próximo a Lyon.